# Пета београдска гимназија
Пета београдска гимназија (основана 1905. године као Прва женска реална гимназија) је једна од престижнијих гимназија у Београду. У овој гимназији школовале су се многе истакнуте личности из јавног живота Србије 20. века, а и савременог српског јавног живота. Поред многих државника, гимназија је школовала и неке од успешнијих српских глумаца, музичара и писаца.
Квалитету наставе и неговању духа београдског културног живота у школи допринеле су истакнуте личности које су као професори радиле у школи, попут Надежде Петровић, Десанке Максимовић, Венеа Богославова и других.
Због чињенице да је Пета београдска гимназија била прва гимназија у образовном систему Србије намењена образовању жена, као и захваљујући истакнутим женама из јавног живота Србије које су у њој школовале, школа заузима важно место у историји еманципације жена у Србији.

## Историјат
Виша женска школа, основана 1863. године, је имала нижи статус од гимназија. Формирање Прве женске гимназије је представљао велики корак ка унапређењу школовања девојака у Србији и у великој мери је допринело еманципацији жена у српском друштву. Оне су представљале низак проценат ученика у тадашњим (мушким) гимназијама и за њихов упис било је потребно посебно одобрење просветних власти.

### Оснивање
Оснивању је претходила дуготрајна расправа о потреби овакве школе. Дебата је била резултат тадашњих схватања о положају и месту жене у друштву и породици. Сматрало се да је женска гимназија непотребна, јер се оне које се у ретким и изузетним случајевима одлуче за даље школовање, могу образовати у некој мушкој гимназији (уз одобрење просветних власти, а заправо уз помоћ породичних веза). Међутим, њихово школовање је могло да се прекине у било ком тренутку, јер законски нису постојали прописи о примању девојака у гимназије.
Један новинар Политике је 5. септембра 1905. године упутио оштру критику „модерним госпођицама београдским” о „српском женском питању”. Напис је објављен на насловној страни као одговор на писмо које је стигло редакцији од „ни мање ни више но баш од потпуно еманциповане женске, чеда западних погледа и културе”. Новинар, потписан само словом Л, је сматрао да би школовање удаљило жену од њеног правог позива: „Спремају ли наше школе женско дете за будућу српску домаћицу или му пуне главу неким слободама, еманципацијом итд. која не умеју кући ништа да ради, а уме о свачему да прича... Држава ће продуковати велики број женскиња које није за домаћицу, за кућу, које ће можда по примеру западних другарица са ошишаним косама и кратким сукњама трчати на зборове.” Исти новинар додаје и следеће: „Ово женскиње нема рада у Србији и посао ће му бити да потискује мушкиње.” Ипак, најјачи доказ против отварања женске гимназије, новинар износи на крају: „Ко зна шта је гимназија и са каквим ужасним тешкоћама савлађују терете мушка деца и то уз припомоћ родитеља и домаћих учитеља, тај ће тек моћи да цени какав ће то грозан терет бити за женску децу... Дакле, женска гимназија је потпуно непотребна. Јави ли се, пак, какав феномен у погледу талента, ствар је врло проста — треба донети решење: ученице са одличним успехом могу продужити учење у мушким гимназијама. Мада, од целокупног женскиња нашег што је прошло кроз гимназију и Велику школу нисмо видели још ништа феноменално.”
Упркос томе, краљевим указом од 29. јуна 1905. године основана је Прва женска гимназија, са четири одељења и смештена у Улицу краљице Наталије. У првом штампаном извештају школе, за школску 1909/10. годину, постоји и оригиналан запис о оснивању ове установе: „Указом Њ. В. Краља Петра I од 29. јуна 1905. године, а на предлог тадашњег Министра просвете и црквених послова, г. Јована М. Жујовића, отворена су четири виша гимназијска разреда у Београду, на основу чл. 4 тачке 1 Закона о средњем образовању.” Предмети који су изучавани су се делили на науке и вештине. У науке су спадали хришћанска наука, српски језик, немачки језик, француски језик, земљопис, историја, јестаственица (наука о природи), физика, хемија и математика, а у вештине слободно цртање, краснопис, певање, женски рад и гимнастика. Први директор Пете женске реалне гимназије је био Сретен Пашић, а међу наставницима су се нашли и сликарка Надежда Петровић и Марија Мага Магазиновић.
Управо захваљујући Марији Маги Магазиновић данас имамо увид у прве наставничке дане у Првој женској гимназији:
„Мени је било нарочито драго што своје наставничко место нисам добила никаквом протекцијом, већ стварном потребом школе у коју сам постављена. Управитељ школе г. Сретен Пашић није мојим постављењем био баш одушевљен. У школи му је већ била Надежда Вељковић, изразита социјалисткиња, њена најбоља пријатељица, слободоумна Милева Петровић — сад још и ја, такође од ’напреднијих’...
Добила сам одмах разредно старешинство у другом два разреду. Уз часове немачког језика доделили су ми да у своме разреду предајем и српски, ботанику, чак и математику за извесно време. Мени се напабирчило и ово и оно. Ја сам и тим била задовољна. Ма шта да су ми доделили, радо бих преузела јер сам и школу и децу увек радо волела... Деца су онда заиста била друкчија него данас. И споља — понашањем и изнутра — карактером. А по главицама нису им се врзмали стрипови, свакојаки филмови, утакмице и веселе вечери, утисци са плаже и игранке.
Имало је и у глави више места и у дану више времена за наставну грађу... Мој разред добио је, као и остали, и једну леју те смо је на часовима ботанике засејале и засадиле цвећем. Пратиле смо клијање, листање, рашћење, цветање и сазревање. Све у име принципа ’очигледности’ у настави.”

### Балкански ратови
За време Балканских ратова (1912/1913), школа је радила, али у отежаним условима. Тадашњи директор је отишао на војну дужност, а наставнице и ученице су почеле да шију рубље за рањенике. У јуну 1913. школа је претворена у болницу, па девојке нису могле да полажу испите. Директор школе је постављен на место управника болнице, док је његова жена радила у кухињи. Наставнице и ученице старијих разреда су преузеле посао болничарки. Ипак, ђаци нису одустајали од полагања матуре, па су у августу испит одржали у тадашњој сали Народне скупштине.

### Први светски рат
У Првом светском рату школа је прекинула рад, а ученице које су испите полагале у августу су остале без диплома. Многе су се добровољно јавиле у ратни санитет и Црвени крст.

### Између два светска рата
Након Првог светског рата, девојке су остале и без зграде у којој би могле да уче јер је Прва женска реална гимназија била опљачкана и упропашћена. Како су неки ђаци учили код приватних професора за време рата, Министарство просвете им је одобрило да полажу испите у згради Више женске школе. Школа је пресељена у тзв. Зделарову школу на углу Његошеве и Књегиње Зорке, тј. у зграду у којој се сада налази Природњачки музеј. Ту је остала до 1938. године.

У школском извештају за 1929/30. годину „Наредба ученицама” прописује да „за упис у први разред Женске гимназије свака ученица мора поднети сведочанство о свршеном четвртом разреду основне школе, крштеницу којом ће се утврдити да није млађа од 10 ни старија од 13 година. Уз то се подноси и пријава са таксеном марком од 5 динара. Сиромашне ученице морају поднети уверење о сиромаштву иначе се не могу уписати без таксе.” Последња одредба овог програма гласи: „За време школског одмора ученице су дужне пазити на своје понашање ван школе. За сваку учињену штету казниће се по Дисциплинским правилима, чим дођу у школу.”
Камен темељац модерне и велике зграде гимназије у Битољској улици (данас Илије Гарашанина) поставио је 1936. министар просвете Краљевине Југославије Добривоје Стошовић, а изградња је завршена 1938. године, када се школа и свечано преселила - зграда је освећена 8. маја 1938. На тој свечаности су се нашли и бројни знаменити Београђани. После освештања темеља, спуштена је повеља која гласи: „У име Оца и Сина и Светога Духа Амин. Дана 25ог, месеца октобра, године 1936. од рођења Христова, у престоном граду Београду, за време владавине Његовог Величанства Краља Југославије Петра II, и Њ . В. Краљице Марије, а под управом Њ. К. В. Кнеза Павла Карађорђевића, др Раденка Станковића, др Ивана Перовића, за време Његове Светост Патријарха Српског Варнаве, Председника владе др Милана Стојадиновића, господин Добривоје Стошовић, министар просвете, положи камен темељац овој згради Прве женске гимназије у Београду, намењеној да буде дом здравог и свестраног. Нека би Бог дао да ова школа достојно припреми наше ученице за узвишени позив мајке и грађанке, радног и корисног члана наше народне заједнице и целог друштва.”
Нова школска зграда имала је простране учионице, посебне кабинете за музику, цртање, фискултуру и хемију, стаклену башту, библиотеку, амбуланту, школску кухињу с трпезаријом и свечану дворану с позорницом.
Једна од директорки гимназије током 1930-их година била је Даринка Јаношевић, а међу професорима је била и Десанка Максимовић (од 1925), која је ту и пензионисана 1953. године.

### Други светски рат
Током Другог светског рата зграду гимназије је користио немачки генералштаб, док се школа налазила у тескобној згради Државне реалке у Узун Мирковој 14, заједно са Другом мушком гимназијом чија је зграда настрадала за време Априлског бомбардовања. Ученице су у пролеће 1941. године полагале матуру у Трећој мушкој реалној гимназији, а потом је школа престала са радом.

### Послератни период
На почетку школске 1945/46. године Прва женска гимназија делила је своју зграду са Другом мушком гимназијом, што је, заједно са разним вечерњим школама и курсевима, стварало велику гужву и подразумевало рад у три смене. Децембра 1945. Друга мушка гимназија се иселила, па је настава донекле нормализована.
Након повратка, велика зграда није имала ни основног намештаја, па су ученице у прво време од својих кућа доносиле клупе и столице, а родитељи ученица у помагали обнову гимназије. Један од првих џез концерата у Београду одржан је 1948. године у великој сали гимназије. Свирао је велики џез оркестар Душана Видака, а сала је била препуна.

### Укидање женских и мушких гимназија и реформа образовања
Године 1953. промењени су просветни прописи и укинуто раздвајање према половима, па су Прва женска и Друга мушка гимназија разменили део ученика по слободном избору ђака и родитеља. Тако су добијене две мешовите гимназије, а Прва женска гимназија је променила име и постала Пета београдска гимназија.
Друга београдска гимназија (бивша Друга мушка гимназија) поново долази у зграду Пете београдске гимназије као подстанар у периоду 1961—1964, пошто јој је зграда у Македонској улици срушена. Стога је дограђен један спрат.
Године 1977, услед реформе средњег образовања, школа је изгубила профил гимназије и носила име Образовно-васпитна организација „Др Душица Стефановић“. Под тим именом је радила све до 1991. године када јој је враћен профил гимназије и стари назив.
Зграда школе обнављана је 2020. године.

## Ученичке секције

### Спорт
У гимназији је поклањана велика пажња спорту, пре свега на иницијативу двојице вишедеценијских професора физичког – прво Душка Стефановића, а затим професора Драгана Чакаревића (обојица покојни). Познати су рукометаши Бранислав Покрајац и Милан Лазаревић, носиоци златне олимпијске медаље из Минхена 1972. године. И данас, ђаци Пете гимназије постижу завидне резултате у рукометним такмичењима.
У школи је до сада организовано више хуманитарних акција, од којих је познатија фудбалска утакмица у којој су, између осталих, учествовали и Никола Ђуричко, Владе Дивац и Небојша Глоговац.
Школа има добре услове за спорт: поседује две фискултурне сале, од којих једна регуларна спортска сала, а друга гимнастичка сала. Сала за гимнастику је неколико пута недељно отворена за сву омладину, без обзира на то да ли су ученици ове школе.
Гимназија је имала и свој слет, који је одржавала сваке године пред крај школске године на стадиону Ташмајдан.
Мушке секције
- стони тенис
- одбојка
- рукомет
- кошарка
- пливање
- гимнастика

Женске секције
- одбојка
- рукомет
- кошарка
- пливање
- гимнастика

### Драмска секција
Драмска секција Пете београдске гимназије је њен најпознатији бренд. Више од 150 домаћих еминентних драмских уметника је похађало ову школу. Темељ драмске секције је поставила још Десанка Максимовић радећи озбиљне комаде између два светска рата. Након што је постала мешовита школа, у драмску секцију гимназије се укључио и наш познати глумац Никола Симић који ју је учврстио. Секција сваке године спрема изведбе за Новогодишњи и Светосавски програм као и за свечаности попут Десанкиног дана. Велики број представа настаје и под окриљем професора страних језика.
Театар Пет је основан 2002. године чији су чланови били и ученици других школа. У Савез аматера Србије је регистрован 2003. године. Током првих 12 сезона, Театар пет је извео 12 премијера и освојио преко 35 награда на фестивалима широм Србије и региона. Две најпознатије представе су „Госпођа Министарка”, „Буба у уху” (одиграна преко 200 пута) и „Паклена поморанџа” која је 2011. године освојила чак 17 награда на 5 фестивала. Тренутни предводник драмске секције је професор српског језика Растко Јевтовић који је уједно и књижевник, глумац, новинар и музичар, а управник Театра Пет је уједно и школски домар који је и раније имао искуства са радом у позоришту, Зоран Ракић.

## Људи

### Познати професори
Репутацији школе умногоме је допринео рад истакнутих професора, као што су:
- Десанка Максимовић, песникиња[13]
- Мирјана Маскарели, ауторка уџбеника за латински језик
- Вене Богославов, аутор збирки математичких задатака
- Мага Магазиновић, српска филозофкиња, кореографкиња, активисткиња и новинарка[13]
- Надежда Петровић, сликарка[13]
- Драгана Давидовић, значајан професор
- Јован Трифуноски, српски и македонски географ и антропогеограф

- Надежда Петровић

### Познати ђаци
Ђаци Пете београдске гимназије биле су многе истакнуте личности из јавног живота Србије.
Уметници
- Мира Алечковић, песникиња[13]
- Зоран Даниловић, српски писац[15]
- Срђан Карановић, режисер[13][16]
- Мирјана Лазић, српски драматург
- Горан Марковић, режисер[17]
- Светлана Поровић Михајловић, српска књижевница, романописац
- Ђорђе Прудников, руско-српски сликар, графичар и дизајнер[18]
- Биљана Србљановић, писац и драматург[13]
- Локица Стефановић, српска балерина, кореограф и педагог[19]
- Бојана Стојановић Пантовић, српска књижевна историчарка, критичарка и песникиња
- Зорица Атић, историчар уметности и ликовни критичар
- Констракта, српска певачица и текстописац[20]

Естрада
- Игор Блажић - Прљави инспектор Блажа, музичар[13][14]
- Ивица Вдовић, бубњар
- Дејан Дунић, басиста „ВИС Силуете“
- Бора Ђорђевић, фронтмен „Рибље чорбе“[13]
- Сузана Манчић, певачица и ТВ водитељка[13]
- Наташа Павловић, телевизијска водитељка
- Јован Мишевић, бубњар „ВИС Силуете“
- Бојан Печар, басиста београдске рок групе Екатарина Велика[21]
- Гордана Гога Секулић, певачица[22]
- Јелена Тинска, глумица, балерина, списатељица, колумниста и ТВ водитељка.
- Мирослав Цветковић, бас гитара у групи Бајага и инструктори

Глумци
- Гордан Кичић, глумац, завршио је само први разред у Петој и отишао на школовање у Москву[22]
- Мирјана Карановић, глумица[13]
- Оливера Катарина, глумица и певачица[23][24]
- Бора Ненић, српски филмски и позоришни глумац[25]
- Горица Поповић, глумица[13]
- Милош Самолов, српски филмски и позоришни глумац[26]
- Никола Симић, глумац[10]
- Катарина Радивојевић, глумица[27]
- Бранко Цвејић, глумац[16]
- Срђан Ј. Карановић, глумац и телевизијски водитељ

Спортисти
- Радован Радовић (кошаркаш), носилац заставе Југославије на Олимпијским играма у Риму 1960
- Зоран Радовић (кошаркаш), репрезентативац и дугогодишњи члан Црвене звезде, сада члан ФИБА, освајач бронзаних медаља на СП у Колумбији 1982, СП у Шпанији 1986, на ЕП у Грчкој 1987 и златне медаље на ЕП 1989 у Југославији
- Зоран Јовановић (кошаркаш), репрезентативац и члан Црвене звезде, освајач златних медаља на СП Аргентини 1990 и на ЕП 1991 у Италији
- Анђелија Арбутина (кошаркашица), репрезентативка, освајачица сребрних медаља на ЕП 1987 у Шпанији, на ОИ 1988 у Сеулу, на СП у Холандији 1990 и на ЕП у Израелу 1991
- Владимир Кузмановић (кошаркаш), првак државе са Црвеном звездом 1998, са Будућности 2000 и 2001, првак Белгије 2002, првак Румуније 2005 и освајач Еврокупа 2005 као члан Асееофта из Плоештија
- Милан Лазаревић, олимпијски победник у рукомету, на Олимпијским играма 1972. године
- Радован Нововић, кошаркаш Радничког
- Бранислав Покрајац, рукометаш и тренер, победник на светским првенствима у рукомету

Политичари
- Ана Брнабић, Председник Владе Републике Србије од 2017. до 2024.[28]
- Слободанка Груден, Градоначелник Београда од 1992. до 1994.
- Милош Јовановић, председник Демократске странке Србије
- Гашо Кнежевић, професор права, министар
- Синиша Мали, Градоначелник Београда од 2013.[29]
- Јасна Матић, министар
- Гордана Матковић, демограф, министар
- Милан Милутиновић, амбасадор Србије у Грчкој, министар и Председник Републике Србије од 1997. до 2002.
- Срђа Поповић, лидер покрета Отпор![30]
- Горан Свилановић, политичар, министар
- Срђан Срећковић, политичар, министар
- Петар Шкундрић, министар и универзитетски професор[14]
- Огњен Пантовић, народни посланик

Научници
- Бошко Мијатовић, економиста
- Вељко Милутиновић, професор ЕТФ
- Др Милош Недељковић, професор ЕТФ[31]
- Славица Шилер-Маринковић, професор ТМФ

Бизнис
- Вук Милетић, српски продуцент и менаџер у култури и уметности

- Мира Алечковић
- Горан Марковић
- Биљана Србљановић
- Ивица Вдовић
- Бора Ђорђевић
- Гога Секулић
- Јелена Тинска
- Мирјана Карановић
- Горица Поповић
- Никола Симић
- Катарина Радивојевић
- Бранко Цвејић
- Ана Брнабић
- Горан Свилановић
- Срђа Поповић

### Директори школе
Неки од директора гимназије су: Љубица Тописировић (око 1960), Здравко Пецељ (око 1970. године), Милан Лазић, Војислав Михаиловић (1974—1978), Ленка Пешић (1978-1982 и 1985-1991), Радојка Бојић (1982—1985), Верица Ракоњац (око 1990), Богољуб Лазаревић (2000—2001), Савић Минић (2002—2018), Борка Поповић (2018-2025).

## Занимљивости
У Петој београдској гимназији снимана је популарна серија Грлом у јагоде, у којој учествују Бранко Цвејић и Срђан Карановић, некадашњи ђаци школе. Серија говори о одрастању у Београду шездесетих година 20. века, у коме гимназија игра важну улогу, и садржи аутобиографске елементе из живота Цвејића и Карановића.